# 디용 흐룬 판 프린스테러르

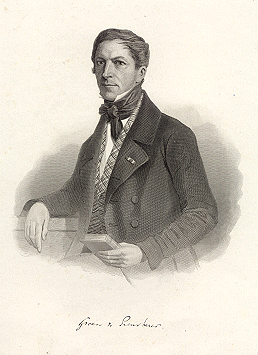
하윌라우머 흐룬 판 프린스테러르

디용 흐룬 판 프린스테러르(Guillaume Groen van Prinsterer, 1801년 8월 21일 - 1876년 5월 19일)는 네덜란드의 정치가이며 역사가로 헤이그 근교 보르버그에서 태어났다.  아브라함 카이퍼에게 큰 영향을 주었다. 

## 개요
19세기 후반 네덜란드 정치의 기독교 정당활동에 큰 영향을 끼쳤다. 젊은시절에는 자유주의자였으나 1830년경 엄격한 프로테스탄트 정통주의로 전향하여 종교부흥과 반모더니즘 운동의 중심인물이 되었다. 그룬은 정치학자로서 네덜란드의 교파 정당제도에 이론적 근거를 마련해주었다. 1878년 아브라함 카이퍼가 만든 반혁명당 창당의 길을 열어 주었는데, 카이퍼는 귀족인 그룬과는 달리 중하층 계급의 정통주의 개신교 신자들을 모을 수가 있었다. 실제 카이퍼가 처음 목회한 농업공동체의 교우들은 목축업자 곧 목장을 경영하는 중간계급들이었다. 그룬은 상원의원이라는 신분(1849~57, 1862~65)보다 그가 저술한 작품들 때문에 중요한 인물이라 할 수 있다. 네덜란드 역사 편람(1846)에서 그는 개신교 네덜란드 공화국과 왕국이 하나님의 섭리에 의해 탄생했다고 보았다. 또한 〈불신과 혁명 Ongeloof en Revolutie〉(1847)에서 프랑스 혁명의 정신을 종교적으로 반신앙과 동일시했다. 마틴 로이드 존스는 그를 매우 높이 평가하며 그의 책 불신과 혁명의 글을 옮겼다.
"이론적 기원과 과정에 있어서 프랑스 혁명은 이전 시대에 일어났던 어떤 사건과도 비교가 될 수 없습니다. 통치자들의 교체, 권력의 재분배, 통치 형태의 변화, 정치적 논란, 많은 종교적 신념의 차이, 이 모든 것은 원칙적으로 사회 혁명과 아무런 공통점이 없습니다. 사회 혁명의 본질은 모든 정부와 모든 종교를 거부하는 방향으로 기울어져 있습니다. 사회적 아니 어떤 의미에서 반사회적 혁명은 도덕과 사회를 파괴시키고, 무너뜨립니다. 이것은 아울러 반기독교적인 혁명을 불러왔는데, 이 혁명의 주요 개념은 하나님의 계시를 조직적으로 반역하는 모습으로 발전해 나갑니다. 그래서 스탈(Stahl)은 말합니다. '나는 프랑스 혁명을 그것이 지닌 세계 역사적 개념 속에서 생각합니다. 1789년 이전에는 혁명이 완벽한 형태로 존재하지 않았습니다. 그러나 그 이후에 이 혁명은 세계적인 힘이 되었고. 혁명을 옹호하는 편과 반대하는 편의 싸움이 역사를 가득 채웠습니다.' 프랑스 혁명은 하나의 독특한 사건입니다. 이 혁명은 믿음에 대한 혁명입니다. 이것은 새로운 종파, 새로운 종교의 출현입니다. 무종교요, 무신론이요, 조직화된 기독교의 대적의 출현이라고 할 수 있습니다."
"네덜란드 연방의 혁명과 북미의 혁명이 그것과 비교되었습니다. 네덜란드에 대해서는 내가 자주 말했던 것에 비추어 이렇게 주장합니다. '기독교 신앙의 자유가 이 혁명의 주목적인 것은 복음을 압제하는 것이 주원인이었던 것과 같습니다.; 미국에 대해서는 베어드의 뛰어난 역작에 호소합니다. 그는 이렇게 말했습니다. '미국은 대영제국에사 분리하여 독자적인 정부를 재구성하는 데 있어서 기대보다 훨씬 적게 제도를 수정했습니다. 왕과 하원과 영국적 사법부를 대통령과 의회와 대법원으로 대치했습니다. 그러나 근본은 동일한 정치 체계에 독립이라는 것만 첨가 했을 뿐이었습니다. 나는 영국의 혁명 사건들 속에서 프랑스 혁명과 닮은 점을 아주 조금 밖에는 찾을 수 없었습니다."
"만일 1688년의 혁명과 1789년의 프랑스 혁명 사이의 공통점을 발견하려면, 외형의 유사성과 본질과 핵심상의 대비성을 다룬 버크의 책을 읽으보십시오.' 그는 이렇게 말하고 있습니다. '현재 프랑스의 혁명은 내가 볼 때 전혀 다른 성격과 종류처럼 보입니다. 그리고 원리에 있어서도 유럽 내의 여러 정치적 혁명과도 닮은 점이나 유사성이 거의 나타나지 않는 것 같습니다. 프랑스 혁명은 교리와 이론적 교의에 대한 혁명입니다.; 이 주된 사상은 1640년의 단, 장기 의회나 민주주의적인 성향 또는 크롬웰의 독재를 감안해도 비교가 될 수 없습니다."
"토크빌은 이렇게 말합니다. '이보다 더 다를 수가 없습니다. ... 내 견해로는 이 두 사건은 절대로 비교될 수 없는 것입니다.' 스탈은 이렇게 논평하고 있습니다. '영국과 미국의 자유는 청교도들의 호흡과 함께 침투된 반면에 프랑스의 자유는 백과사전 편집자들과 쟈코뱅당의 호흡과 함께 침투되었습니다."

## 같이 보기
- 신 칼뱅주의
- 칼뱅주의
- 클라스 스힐더르
- 헤르만 바빙크
- 정성구
- 리차드 마우
- 기독교 문화
- 기독교 세계관
- 영역 주권
- 아브라함 카이퍼